# 改革历程
《改革历程》是中华人民共和国国务院前总理赵紫阳的回忆录，於2009年5月29日於香港新世纪出版社出版，副标题“完整录音 还原历史”，其英文标题是（字面翻译是“赵紫阳的秘密日记”）。
《改革历程》的英文翻譯版（字面翻译是“国家的囚犯：赵紫阳总理的秘密日记”）在此前于5月13日出版。
台灣於2009年6月8日由時報文化出版該書，書名為《國家的囚徒：趙紫陽的祕密錄音》，其英文標題是「Prisoner of the State」。

## 写作经过
根据该书的序言所述，1992年赵紫阳的老部下前国家新闻出版署署长杜导正和前中共中央纪委副书记萧洪达说服软禁中的赵紫阳把自己的经历整理成书。后来前中共广东省委书记林若提供了录音机和磁带。赵紫阳口述录音自2000年左右开始，在之后的一两年间录制了30小时的录音，去世后被三位朋友秘密带出中国大陆。赵紫阳的前秘书鲍彤听过这些录音，确认是赵紫阳本人的声音。

## 出版
新世纪出版社的老闆、鲍彤的儿子鮑樸说：“对我们来说，看到他（赵紫阳）克服了各种各样的困难，在非常非常困难的条件下把这份录音完成了。对我们来说，毫无疑问，他要把他的经历在历史上留存下来。我们出版这本书的目的就是要帮助他完成他的遗愿。”
该书内容经杜导正、萧洪达、鮑樸等人整理，在赵紫阳去世四年之后、「六四天安门事件」二十周年前夕，英文、中文版本先后出版。鮑樸接受法新社采访时说，“出版这本回忆录的目的是要纠正历史”，“我们相信这本书可以填补一些遗漏的历史。”

## 章节
《改革历程》序言由杜导正撰写，主要讲述写作经过，時報版標題為〈歷史是人民寫的〉。导言由鲍彤撰写，主要评论赵紫阳的改革理念，時報版標題為〈趙紫陽錄音回憶的歷史背景〉。正文来自赵紫阳口述录音，包括6个部分：
1. 〈1989年“六四”事件〉（時報版標題為〈一九八九年六四事件〉）
2. 〈非法幽禁与世隔绝〉（時報版標題為〈軟禁的滋味〉）
3. 〈经济体制改革和经济建设〉（時報版標題為〈改革開放十三問〉）
4. 〈从反自由化到十三大〉（時報版標題為〈從胡耀邦到趙紫陽的時代〉）
5. 〈1988年的经济和政治〉（時報版標題為〈巨變．一九八八年〉）
6. 〈政治体制改革〉（時報版標題為〈以改革之名〉）

代后记是哈佛大学历史及政治学教授、前费正清研究中心主任马若德为英文版撰写的序言，由鮑樸翻譯成中文；時報版標題為〈改革的設計師〉，並放在〈歷史是人民寫的〉之前。時報版特別收錄2009年6月8日《中國時報》【人間副刊】之報導〈祕運海外的回憶錄──從趙紫陽追溯赫魯雪夫〉，由記者林博文撰寫。

## 反响
该书于「六四天安门事件」二十周年前夕出版，在香港立即热卖。香港支聯會在中環擺檔售賣《改革歷程》，司徒華為市民簽名。该书第一次印刷一万四千本，在出版首日几个小时之内售罄；一家书店主人说，这是她二十年来看到的最热门的书籍。一般相信该书在中国大陆会被禁止出版发售。
中共党媒《中国日报》在一篇署名文章中写道：“如果推翻1989年政治动乱的结论是有关回忆录编辑和西方媒体的临时目标，那么把现有的中国政治制度改为西方式议会民主的主张就是这些人的最终目标。”
「六四天安门事件」后被中共当局以颠覆政府罪等罪判刑13年的哥伦比亚大学政治学博士王军涛认为，这本书的出版将起到中国数千年历史上制约专制王朝君主权力的史官史书的作用。
原中共中央文献研究室研究员高文谦说，这本书揭示了中共权力运作的秘密，即不靠明文的党规党法，而靠潜规则黑箱作业。他说，赵紫阳名为中共总书记，但上面有“婆婆”，背后有秘密规定；一旦他反对戒严、反对向人民开枪，不仅立即失去了权力，而且丧失了人身自由。